# Delitto di stato (film)
Delitto di stato (Fatherland) è un film per la televisione del 1994 diretto da Christopher Menaul, interpretato da Rutger Hauer e Miranda Richardson.
Il film è basato sul romanzo ucronico Fatherland, scritto nel 1992 da Robert Harris. Si tratta di un'indagine criminale fantapolitica ambientata in un ipotetico "1964 alternativo", in cui la Germania nazista di Adolf Hitler ha vinto la seconda guerra mondiale.

## Trama
Il 1964 vede le celebrazioni del 75º compleanno del Führer, ma è anche l'anno in cui si sta preparando un'alleanza tra il Terzo Reich e gli Stati Uniti d'America guidati dal Presidente Joseph P. Kennedy. In questo contesto, nella Welthauptstadt Germania, il corpo nudo di un uomo riverso nel lago del parco cittadino viene rinvenuto da un giovane cadetto durante gli allenamenti mattutini. A indagare viene chiamato Xavier March della polizia criminale. Nel frattempo, grazie alla riapertura delle frontiere ai cittadini americani, fa ritorno nella capitale tedesca la giornalista Charlie Maguire, figlia di un celebre diplomatico, fuggita dalla Germania quando lei era ancora bambina. Uno sconosciuto, mentre Charlie è in attesa di un pullman per recarsi a una conferenza di Joseph Goebbels, le consegna una busta sigillata senza fornire spiegazioni.
Le indagini di March portano all'identificazione del cadavere. Si tratta di Josef Buhler, architetto amico di Adolf Hitler collegato con molti dipartimenti del Reich. Il caso si presenta subito molto delicato, e si complica ulteriormente quando, da un interrogatorio informale con il ragazzo testimone, Xavier March apprende che nell'omicidio è coinvolto il Generale Comandante della Gestapo Odilo "Globus" Globocnik.
Parallelamente, Charlie apre la busta e trova una foto raffigurante diversi uomini e l'invito a recarsi a un indirizzo presso il Sig. Stuckart. Giunta a destinazione rinviene però i cadaveri di Stuckart e di una prostituta, distesi sul letto con fori di proiettile e una pistola accanto a loro. Il caso viene proposto a March nello stesso frangente in cui riceve comunicazione dal suo superiore che la competenza sul caso Buhler passa in capo alla Gestapo. Le nuove indagini partono proprio dall'interrogatorio alla giornalista americana. Presto si capisce che tra le vittime c'è un legame, avendo la Gestapo messo le mani anche su questo caso.

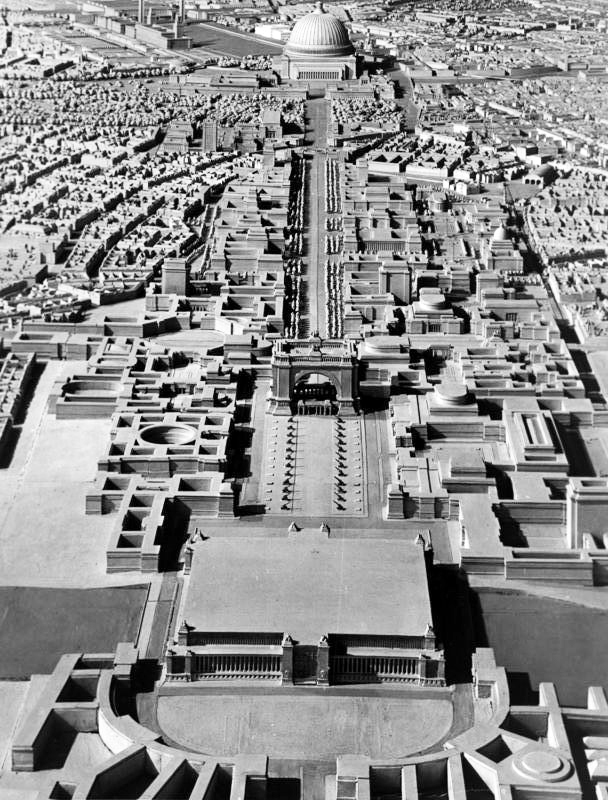
Ricostruzione della Welthauptstadt Germania, l'ipotetica nuova capitale del Terzo Reich in cui sono ambientate le ucroniche vicende del film TV.

Messo alle strette dalla Gestapo il superiore di March, Arthur Nebe, lo invita a desistere dal proseguire le indagini e di accettare la poco credibile tesi dei suicidi. Tornato in ufficio il giorno successivo, deciso a chiudere il caso come gli era stato consigliato, riceve l'ennesima doccia fredda quando il collega Max Jäger gli comunica l'incidente accorso al giovane cadetto testimone durante alcuni allenamenti in palestra, incidente al quale ovviamente March non crede. Il poliziotto contatta così la giornalista e i due iniziano a indagare, ma quando March scopre che tutti i personaggi della foto, eccetto un certo Franz Luther, sono deceduti comprende che proseguire è troppo pericoloso e invita la donna a tornare in America. Charlie, ormai in procinto di partire, viene fermata dall'ennesimo messaggio recapitatole, guarda caso, da Luther, che le chiede un incontro nel quale si scopre essere lo sconosciuto che le aveva dato la busta. Luther, ricercato dalla polizia, vuole espatriare in cambio di informazioni che costituiscono il più grande segreto della guerra, un segreto per il quale sono morte migliaia di persone. Sfortunatamente, dopo essere stato identificato, viene ucciso durante il suo breve tentativo di fuga.
March, sopraggiunto sul luogo, si accorge della presenza di Charlie e l'allontana dal luogo della sparatoria, la Gestapo però è già a conoscenza che la donna ha ricevuto una nuova busta da Luther. Ormai implicato in ogni modo March, ricattando un collega "con le mani sporche", ottiene il fascicolo di Luther. Dal fascicolo emerge che la donna che Luther voleva portare con sé in America non è la moglie ma l'attrice Anna von Hagen, sua amante da molti anni. Appare chiaro che i documenti promessi da Luther sono in suo possesso. Charlie, recatasi all'abitazione dell'attrice, si fa consegnare il plico e apprende la terribile verità: gli ebrei non sono stati "risistemati" in strutture costruite in Ucraina, come era stato divulgato, ma uccisi nelle camere a gas e spediti a Est per la cremazione in appositi forni. Uscita sconvolta dalla casa di Anna, Charlie mette a conoscenza di questo terribile segreto anche Xavier, al quale crolla il mondo addosso ed entra in una profonda crisi esistenziale.
Entrambi a questo punto sono obbligati a lasciare il Paese, ma March non può abbandonare il figlio. Contatta quindi la moglie chiedendole un incontro e, mentre lei si reca al luogo fissato, March entra in casa per parlare con il figlio per convincerlo a partire per l'America insieme a lui. March non ha fatto i conti con la cultura che il nazionalsocialismo sta inculcando ai giovani, infatti quasi inconsciamente il figlio lo denuncia con una telefonata alla Gestapo, che sopraggiunge quasi all'istante. Nella fuga March viene gravemente ferito.
Nel frattempo Charlie, con l'aiuto di un altro giornalista, riesce a bloccare il corteo che stava portando il Presidente Joseph Kennedy da Hitler. In questo modo riescono a consegnare all'ambasciatore americano il plico che, alla luce di quanto contiene, potrebbe fermare l'alleanza con la Germania. L'agente diplomatico lo mostra subito al Presidente, il quale dopo aver visto le immagini raccapriccianti, decide di non incontrare il Führer e di ripartire all'istante per l'America.
March, ormai allo stremo delle energie per il sangue perso, prima di morire trova la forza per telefonare al figlio e assolverlo da una pesante colpa che potrebbe segnarlo a vita e fargli dono di un ultimo insegnamento: imparare a pensare con la propria testa. Charlie, seduta su una panchina sotto la pioggia, rimane in attesa di essere raggiunta e arrestata dalla Gestapo.

## Produzione
Il film TV è stato girato a Praga; nonostante le ricostruzioni digitalizzate del grande Arco di Trionfo e della Große Halle – immaginate dall'architetto nazista Albert Speer per la nuova Welthauptstadt Germania (la vecchia Berlino) –, in una sequenza si scorgono sullo sfondo le torri della Chiesa di Santa Maria di Týn.

## Riconoscimenti
- 1995 – Golden Globe
  - Miglior attrice non protagonista in una serie, miniserie o film per la televisione a Miranda Richardson
  - Candidato per la miglior miniserie o film per la televisione
  - Candidato per il miglior attore in una miniserie o film per la televisione a Rutger Hauer
- 1995 – Premio Emmy
  - Candidato per i migliori effetti speciali visivi
- 1995 – Saturn Award
  - Candidato per la miglior presentazione televisiva
- 1995 – Festival internazionale del film fantastico di Gérardmer
  - Gran Premio - Video a Christopher Menaul